# Bill Coleman
Pour les articles homonymes, voir Coleman.
Bill Coleman, né le 4 août 1904 à Paris (Kentucky, États-Unis) et mort le 24 août 1981 à Toulouse (Haute-Garonne, France), est un musicien afro-américain de jazz swing.
Il s'est illustré à la trompette, au bugle, au chant et à la composition. Il s'installe en France en 1948.

## Biographie
Avant les années 1930, il est l’un des acteurs de la grande période du Savoy de Harlem. Ainsi il joue avec Benny Carter et Coleman Hawkins, Charlie Johnson (1930), Lucky Millinder (1933).
En 1933 à Paris, il joue dans différentes formations avant de rencontrer, en 1935, Django Reinhardt et Stéphane Grappelli avec le Quintette du Hot Club de France. Dès juillet 1937, il enregistrera plusieurs disques en leur compagnie, et contribue à l'essor du style swing.
Joue avec  Teddy Hill (1934), Fats Waller, Freddy Taylor,  Willie Lewis. 
En 1940, il rejoint Benny Carter, Teddy Wilson, Andy Kirk, Noble Sissle, Mary Lou Williams et Sy Oliver...
Très élégant, sur scène comme dans ses phrasés ; sa gentillesse et sa modestie, à la hauteur de son talent, lui ont valu son surnom de « Gentleman de la trompette ».
Bill Coleman, ami du saxophoniste Guy Lafitte, avait fait du Gers sa terre d'élection, où il s'établit définitivement à Cadeillan en 1975.
Il fut un grand ami du musicien, producteur et animateur français Jean-Marie Masse.
Il participa à la création du festival Jazz in Marciac en 1977 avant d'en devenir président d'honneur. Bill Coleman publia son autobiographie: Trumpet story en 1978 chez Palgrave-Macmillan, au Royaume-Uni. Traduite en français par Lily Coleman, elle fut publiée en 1991 aux éditions Cana. Une nouvelle édition, augmentée de nombreuses photos, parut en 2004 aux éditions Mémoire d'Oc.
Il est inhumé au cimetière de Cadeillan, dans le Gers.
L'épouse de Bill Coleman, Lily, meurt le 7 août 2013 à Lombez, dans le même département.

## Discographie
- Jazz sur la Croisette (compilation avec Bill Coleman lors du festival de Jazz en 1958) - (INA Mémoire vive / Abeille Musique)
- Bill Coleman série jazz collection Pathe Marconi FOLP 8004 enregistrement 1936/37 pressage français 1950 avec notamment Django et Joseph Reinhardt, Stéphane Grappelli